# Louise Lateau

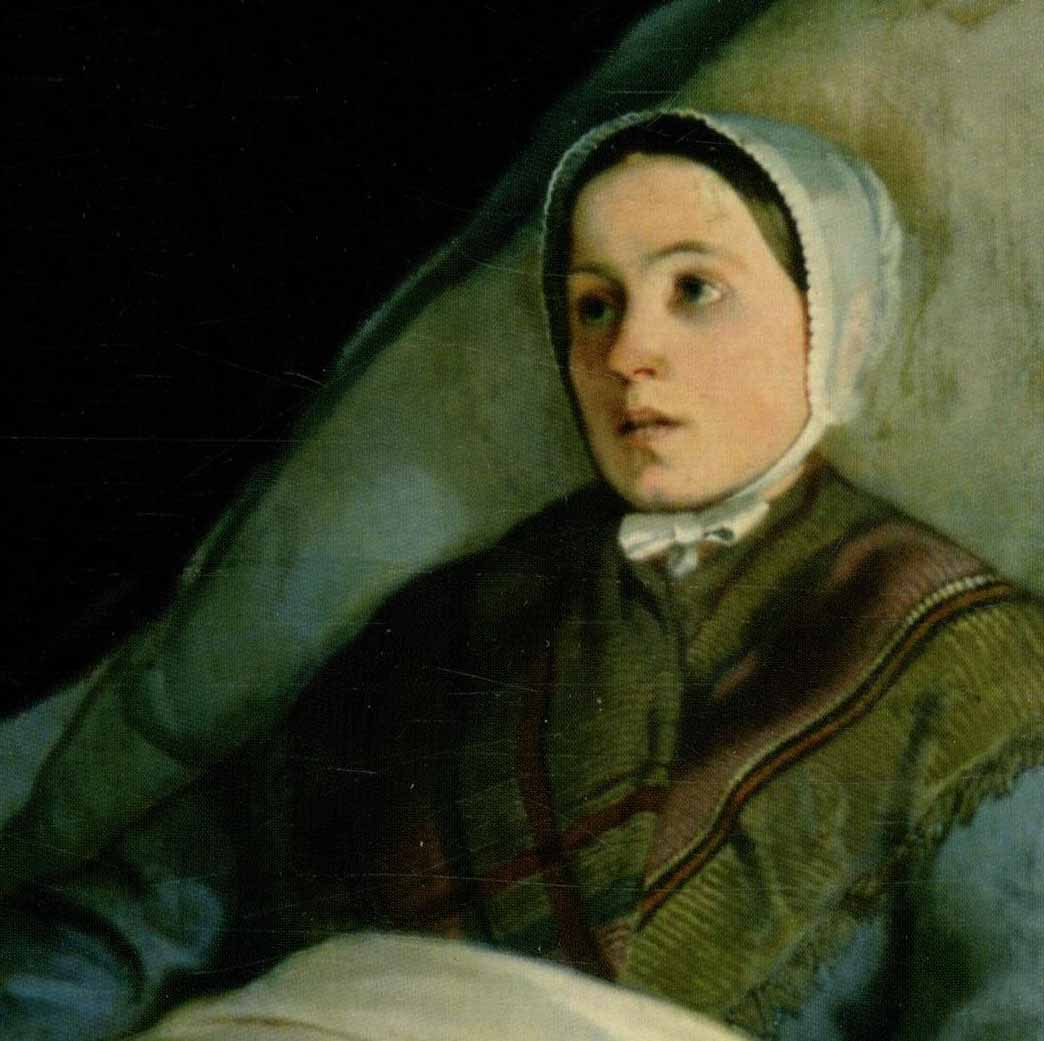
Louise Lateau

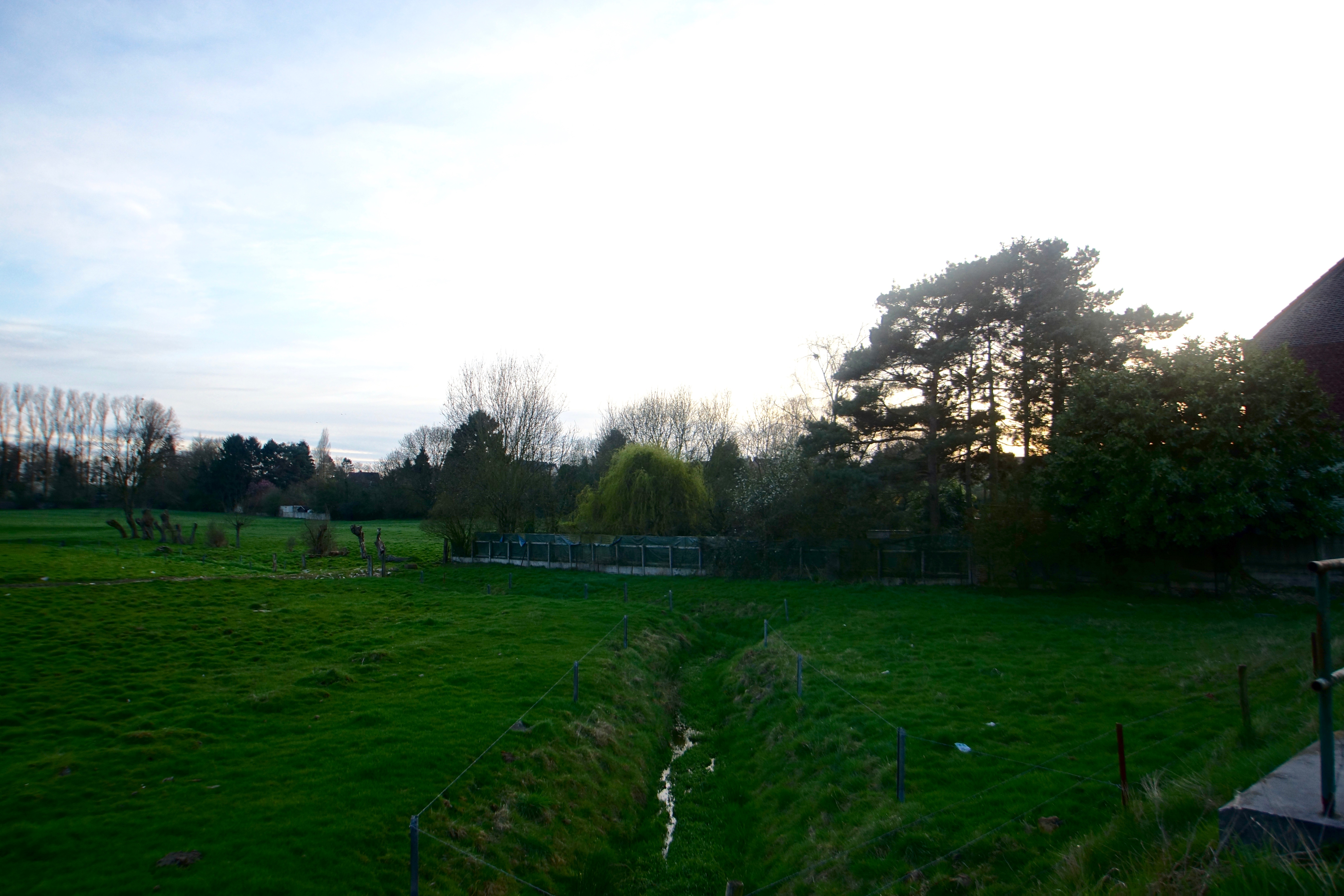
Bois-d'Haine

Louise Lateau (Bois-d'Haine, 29 januari 1850 - Bois-d'Haine, 25 augustus 1883) was een draagster van stigmata en vertoonde extasen in België. Haar geval werd door talrijke Belgische artsen en theologen onderzocht, met gelijktijdig een volkstoeloop aan haar huis. Een verzoek tot zaligverklaring werd in 2009 door het Vaticaan definitief afgewezen.

## Levensloop
Zij was de 3e en jongste dochter van Grégoire en Adèle Lateau, een arbeidersgezin in de buurt van La Louvière. Moeder had als bruidsschat een lapje grond in Bois d'Haine aangebracht en vader had er eigenhandig een huisje gebouwd. Vader stierf toen Lateau 1 maand oud was. Moeder en de 3 dochters Lateau hadden een zwaar leven als kleermaker. Louise Lateau trok de aandacht van het dorp toen zij, 16 jaar oud, na een zware ziekte terug naar de kerk ging. Het hele bisdom leerde haar kennen toen zij kort nadien stigmata vertoonde aan de handen, de voeten en de linker borst. Deze stigmata vertoonde zij elke vrijdag. Zij at niet meer van donderdag tot zondag en in deze periode lag zij bij momenten op de grond in extase.
Lateau werd het onderwerp van tientallen medische onderzoeken. De artsen moesten zich een weg banen door de menigte die voor het huisje stond, naast adellijke bezoekers die wel toegelaten werden tot het huisje. Het gerucht van bedrog ging meermaals over de tongen. Edmond Dumont, bisschop van Doornik, was overtuigd van de bovennatuurlijke verschijnselen bij de vrouw. Hij onderwierp haar aan proeven waarbij zij Latijnse teksten te horen kreeg tijdens een extase. Bij het lezen van een profane tekst, zoals het studentenlied Gaudeamus igitur, reageerde Lateau niet. Bij het lezen van het Magnificat reageerde ze glimlachend. De Leuvense professor theologie Armand Thiéry was ook overtuigd: de proef met de gewijde Mariamedaille en de niet-gewijde medaille, waarop Lateau anders had gereageerd, was voor hem positief. De rooms-katholieke kerk stuurde de Leuvense arts Ferdinand Lefebvre naar Bois-d'Haine. Hij was onderlegd in microscopie en geestesziekten en de relatie tussen beide. Hij beschreef de microscopische letsels van de huid en vond haar voor de rest gezond. Hij verklaarde de stigmata als volgt: bij gezonde mensen verzamelt het bloed zich in de spijsverteringsorganen bij het eten, bij Lateau drong het bloed gewoon samen onder de huid. Volgens Lefebvre was Lateau dus gezond. De kerk was ontevreden met het medisch verslag en zocht andere artsen op. De gerenommeerde Duitse fysioloog Rudolf Virchow zag wel iets in een theorie van doorsijpelende bloedelementen naar buiten toe. Ook Franse en Engelse artsen interesseerden zich in het geval Lateau. Lateau deed meer en meer hongerkuren. Vanuit Brussel stuurde de Académie Royale de Médecine 3 artsen naar Bois-d'Haine: Fossion, Maskart en Warlomout. Zij weerlegden de analyse uit Leuven dat het een gezonde vrouw was, want zij vonden bloedarmoede bij haar. Zij onderwierpen haar aan proeven: zij bonden donderdagavond de handen in met leren handschoenen, of legden de handen in een glazen kolf. Zij stelden 's anderendaags bloed vast. Zij herhaalden hun proeven door op woensdagavond de handen in te binden. Ook de artsen Moulaert uit Brugge en Mussely uit Deinze onderzochten haar. Toen een dorpeling betrapt werd in het huisje met het aanleveren van voedsel, zochten artsen naar een psychische verklaring. Ze opperden dat, tijdens extasen en geestesverwarring, Lateau toch zou eten, zoals een slaapwandelaar. Nadien herinnerde zij zich niets meer van haar maaltijden. Op de vraag van artsen om Lateau in een ziekenhuis te observeren om objectieve waarnemingen te doen, ging bisschop Dumont niet in.
Bisschop Dumont zat op ramkoers met de clerus in zijn bisdom. Zijn autoritair gedrag werd niet meer verdragen. Het geval Lateau werd hier zijdelings bij betrokken, want Dumont steunde Lateau in Bois-d'Haine. Dumont trok naar de kranten met een aanval op, wat hij noemde, liberale invloeden in de kerk; hij beschuldigde ook koning Leopold II van liberale sympathieën. Het Vaticaan schorste Dumont onmiddellijk als bisschop (1879). Dumont ruziede verder en schreef in de krant dat zijn vervanger, Isidore Du Rousseaux, diefstal gepleegd had in het bisschoppelijk paleis in Doornik. De kerk poogde eerst de ex-bisschop te colloqueren, maar dat mislukte. Het Vaticaan besliste tot afzetting van Dumont en benoemde Du Rousseaux (1880).
In 1892 stierf Dumont. In 1883 stierf Louise Lateau, 33 jaar oud in haar huisje in Bois-d'Haine, waar ze ook geboren was. 

## Na haar dood
Bisschop Du Rousseaux sloot de zaak Lateau onmiddellijk af. Zo geraakte zij snel in de vergetelheid. 
Honderd jaar later vroeg de bisschop van Doornik, Jean Huard, de zaligverklaring in Rome (1991). Het Vaticaan weigerde (2009). 
Een straat in het dorp Bois-d'Haine is naar haar vernoemd.